# Oocelyphus coniferus
Oocelyphus coniferus är en tvåvingeart som beskrevs av Shi 1999. Oocelyphus coniferus ingår i släktet Oocelyphus och familjen Celyphidae. Inga underarter finns listade i Catalogue of Life.